# Norges Skøyteforbund
Norges Skøyteforbund (NSF) bildades den 27 februari 1893   och ordnar med organiserad hastighetsåkning på skridskor, short track och konståkning i Norge, dock inte inline skating och rullskridskor. Långfärdsskridskor kan ses som egen idrottsgren.
Det officiella namnet var Norsk Skøiteforbund fram till 1911; och Norges Skøiteforbund fram till 1945.

## Ordförande
Ordförande:
- 1893–1894 : Hans Ditlev Alexander Fabricius
- 1894–1895 : Arthur Motzfeldt
- 1895–1896 : Peder Bredo Brodersen
- 1896–1897 : Hans Ditlev Alexander Fabricius
- 1897–1898 : Arthur Motzfeldt
- 1898–1900 : Henrik Olsen Biørn Homan
- 1900–1901 : Arthur Motzfeldt
- 1901–1902 : Olaf Norseng
- 1902–1903 : Arthur Motzfeldt
- 1903–1903 : Karl Ingvar Nandrup
- 1903–1904 : Arthur Motzfeldt
- 1904–1906 : Ivar Hellesnes
- 1906–1907 : Christopher Fougner
- 1907–1908 : Arthur Motzfeldt
- 1908–1911 : Aksel Gresvig
- 1911–1915 : Ludvig Albert Thue
- 1915–1916 : Aksel Gresvig
- 1916–1918 : Andreas Claussen
- 1918–1919 : Knut Ørn Meinich
- 1919–1922 : Andreas Claussen
- 1922–1925 : Knut Ørn Meinich
- 1925–1926 : Ivar Hellesnes
- 1926–1927 : Yngvar Bryn
- 1927–1929 : Anders Melteig
- 1929–1931 : Kristian Strøm
- 1931–1931 : Oskar Viktor Olsen
- 1931–1932 : Anders Melteig
- 1932–1937 : Gerhard Karlsen
- 1937–1938 : Magnus Johansen
- 1938–1940 : Henning August Olsen
- 1940–1940 : Ole Nils Tveter
- 1940–1945 : Tysk ockupation
- 1945–1946 : Ole Nils Tveter
- 1946–1949 : Reidar Gudmundsen
- 1949–1952 : Oskar Viktor Olsen
- 1952–1954 : Harald Halvorsen
- 1954–1956 : Nils W. Simensen
- 1956–1961 : Armand Carlsen
- 1961–1965 : Georg Krog
- 1965–1966 : Roald Vatn
- 1966–1969 : Willy Reisvang
- 1969–1973 : Olaf Poulsen
- 1973–1975 : Kjell Trystad
- 1975–1977 : Hroar Elvenes
- 1977–1979 : Martin Holtung
- 1979–1981 : Børre Rognlien
- 1981–1985 : Tore Bernt Ramton
- 1985–1986 : Bjørn Ruud
- 1986–1990 : Rune Gerhardsen
- 1990–1997 : Odd Pedersen
- 1997–1999 : Terje Andersen
- 1999–2001 : Finn Arne Bakke
- 2001–2003 : Rune Gerhardsen
- 2003–2007 : Terje Andersen
- 2007–2008 : Stein Rohde-Hanssen[3]
- 2008–2013: Vibecke Sørensen[4]
- 2013–2017 : Rune Gerhardsen
- 2017–     : Mona Adolfsen